# Hellig Anders
Hellig Anders var en dansk præst ved Skt. Peders kirke i Slagelse omkring 1200-tallet.
Han er kendt for en legende, hvori han, efter at have være kommet for sent til det skib der skulle have taget ham fra Jerusalem, hvor han havde været på pilgrimsrejse, til Danmark, møder en mand, der spørger, om han vil tilbage til sit hjemland. Herefter vågner han på Vårby Bakke (Hvilehøj) uden for Slagelse.
I dag står der et kors, hvor Anders skulle være vågnet. Det er fra 1952, men er en kopi af et ældre kors fra 1762.

## Hellig Anders' Levned

### Helgenskriftet fra Skt. Peder
Hellig Anders' Levned er en af de mest udførlige skriftlige beskrivelser af hans mirakler. Den er på latin. Værket hang sammen med liturgiske stykker, men de var delvist nedbrudt, da de blev fundet.
Man har altså holdt årlige messer for ham i kirken, og derfor har historien om hans mirakler nok været vigtig. Det kan også være, skriftet blev brugt til at opføre kirkespil, ligesom der er fundet passionsspil om Knud Lavards død.
Man kan ikke vide, hvornår levnedet blev skrevet, men der står i starten af det, at man har skrevet det, for at nutidens mennesker kan huske forfædrenes fortællinger. Altså kan man forvente, at det er skrevet mindst 50 år efter begivenhederne – måske fra midten af 1200-tallet, i 1300-tallet eller i 1400-tallet.
Man kan naturligvis formode, at det er skrevet af en gejstlig, da teksten er på latin og rummer mange citater fra Salmernes bog, Johannesevangeliet og Lukasevangeliet.

### Fundet af teksten
Kilden er en afskrift af et stykke papir fundet af en kapellan ved Skt. Mikkels Kirke ved navn Jakob Mosle. Mosle skriver selv på latin, at han fandt skriftet i Skt. Peders Kirke, hvor Hellig Anders skulle have været præst.
Det er uklart, hvornår skriftet blev fundet, men Mosle nævner, at han er kapellan ved Skt. Anna Kapel i kirkens sydside. Det blev først bygget i starten af 1500-tallet. Hans Olrik ser det som en selvfølge, at Mosle ikke skrev i katolsk tid, og at han heller ikke kendte Hellig Anders, og derved daterer han Mosles tekst og fundet af helgenlevnedet til tidligst år 1600.

### Historien om himmelridtet
Historien beretter, at præsten Anders tog til Det hellige land sammen med 12 Slagelse-borgere. Da der var en god vind, ville hans medrejsende udnytte dette og tage direkte hjem. Men Anders nægtede, da det var påskedag, og tog i stedet til messe i Gravkirken. Da han var færdig, fik han at vide, at de andre slagelsianere var taget hjem uden ham. Han begyndte at tage den lange vej hjem alene, og kastede sig ned og bad en bøn på hjemrejsen. Under bønnen faldt han i søvn og så i et syn en hest med en rytter, der sagde: "Stig op hos mig, så skal jeg føre dig".
Da han vågnede, befandt han sig på en høj, og fandt ud af, at det var Danmark, da han hørte kvæghyrder tale dansk. Han nåede hjem til Slagelse inden aftensangtid og holdt således messe i Jerusalem og Slagelse på samme dag. Dagen efter rejste han videre til Sankt Jakobs Grav i Santiago de Compostela og derefter til Sankt Olav i Nidaros.
Anders blev så berømt, at han mødte kong Valdemar Sejr. Kongens hirdmænd hånede Anders på grund af hans bondske tøj, men kongen lovede ham at give, hvad han ønskede. På Anders' ønsker gav kongen ham en mark til fælles græsning for hele byen og en kilde til brygning.

### Helbredelsen af en krøbling
Skriftet beretter videre, at en krøbling blev optaget i Anders' hus. En dag opdagede Anders, at krøblingen ikke havde været i kirke og spurgte hvorfor. Da fik han at vide, at han ikke kunne klare turen derhen. Anders greb hans hånd og råbte: "Rejs dig i Jesu Kristi navn og gå i kirken!".
Derefter blev krøblingen helbredt og græd af glæde. Anders sagde: "Ti og tak Gud og den hellige apostel Peder!"

### Helbredelsen af en blind kvinde
En anden gang skulle der bages brød i en ovn, og da der ikke var nogen, der kunne tænde ild i ovnen, tilkaldte han en blind gammel kone. Han bad konen puste, og da hun pustede, sagde han: "I Jesu Kristi navn byder jeg dig at optænde ilden i denne ovn". Mens hun pustede til ilden, fik hun pludseligt synet igen, og Anders sagde på ny: "Ti og tak Gud og den hellige apostel Peder".

### Miraklet om brødet
Det fortælles, at Hellig Anders læste de kanoniske tider og gav mange almisser til de fattige. En dag kom der en fattig mand og kunne ikke få en almisse, da præsten kun havde sin egen mad tilbage. Anders sagde da til sin husholder: "Gå (...) i Jesu Kristi navn og giv de brød til de fattige. Jeg fortrøster mig til Herren, som sagde: "Giver, og der skal gives Eder", at han vil forsyne os rigeligt".
Da husholderen vendte tilbage, var huset pludselig fyldt med brød, og da Anders hørte dette, sagde han for sidste gang: "Takket være Gud og den hellige apostel Peder", hvorefter han døde.

## Betydning for egnen

### Digt og folkevise
Hellig Anders har gjort et stærkt indtryk på Slagelsesegnen, men har haft minimal indflydelse uden for området. Den ældre Erik Pontoppidan, der var præst i Antvorskov i 1649-1665, nævner ham i et digt om Slagelse: "...Her dyrkes fed og frugtbar jord/ slet intet fattes til mit bord/ mig land og vand begaver/ Ved Hellig Anders fik jeg gavn/ hos mig ej glemmes skal hans navn/ jeg haver trende marke".
I slutningen af middelalderen og i renæssancen blev der også nedskrevet en folkevise om Hellig Anders; den findes i Rentzels håndskrift. Salmen blev bearbejdet af Peder Syv senere. Ovenover den oprindelige står der at den skal synges ligesom "Dies est latitiæ", som er den samme salme "Glæden hun er født i dag" er lavet over. Visen gengiver meget fra Hellig Anders Levned og slutter: "Hellig Anders med din bøn/ lad os i himmerig få god løn/ lad os der med dig blive"

### Minder i Skt. Peders Kirke
På Huidtfeldt tid var der stadigvæk en tavle foran kirken, hvor Hellig Anders' gerninger stod, og tidligst 1419 har der været et Hellig Anders' kapel, som bl.a. Dronning Margrete 1. gav gaver til. Det siges, at han døde i 1205, og at han ligger begravet i Skt. Peders Kirke.
Det beskrives ligeledes af sognepræst Christian Ørsted og Peder Syv, der skrev en kommentar til folkevisen om Anders, at der i Skt. Peders nordre kapel lå et træbillede af præsten, med kalk og disk i hånd, omgivet af et "stakitte-værk". Der beskrives også andre træbilleder af lokalhelgenen, men det er uvist om der er blot er tale om træfiguren af Sankt Dionysius, der stadig er i kirken. De tidlig-gotiske udvidelser af kirken i 1300-tallet har måske også været økonomiske mulige pga. valfart til kirken.

### Hellig Anders' Kors
Det er uvist hvornår det oprindelige middelalderlige kors blev bygget, men det er ikke usandsynligt at det allerede blev rejst i 1200-tallet eller 1300-tallet.
Hellig Anders forblev stadigvæk populær og mindet efter reformationen, og hans kors på Vårby bakke fik lov at stå. Det blev tidligst nævnt i Resens danske Atlas fra 1677, og Erik Pontoppidan fortæller i 1739, at der skulle have været en latinsk indskrift på det: "Til minde om Hellig Anders, der faldt i søvn i Joppe og vågnede på dette sted (In memoriam Divi Andreæ quiescentis Joppæ & heie loci expergefacti)"
Han fortæller videre at da korset begyndte at forfalde blev egnen ramt af kvægpest, nok omkring 1730-40. Kvægpesten stoppede først, da man rejste et nyt kors i samme år.
Efter pest og dårligdom rejste man på ny et kors i 1762, på bøndernes egen bekostning. Sognepræsten Hans Bastholm i Skt. Peders Kirke i 1840-1846 skrev med stor frustration om bøndernes overtro: "Det er en ussel Antikvitet og af ingen Vigtighed, eller rettere: det er ingen Antikvitet, da Krucifixet er nyt og vedligeholdes ved Bøndernes Overtro. Det er fra Kunstens Side et sandt makværk" 
Højen blev fredet i 1875 og det ældre krucifiks blev sendt til Nationalmuseet i 1900, derefter istandsat og hængt op igen. Men i 1952 tog man det gamle ned og hængte en kopi af 1762-korset op. Den stadig står på Hvilehøj i dag.
Da H.C. Andersen gik i Slagelse latinskole tog han ofte ud til korset på Hvilehøj (Vårby Bakke). Han skrev i sin dagbog:
”På den ene side af byen var “Hvilehøj”, hvor sagnet fortalte at “Hellig Anders” vågnede op, efter at være falden i søvn i Joppe ved Jerusalem. På højen stod et trækors med kristusbilledet på. Dette havde mig et fremmed, et katolsk udseende, jeg spadserede derfor tit herud, så ud over bæltet til Fyn, og havde mange underlige tanker om min fremtid, om livet og verden. I det mindste tænkte jeg da, at gengangeren Hertz flere år derefter skulle spottevis opkalde mig efter helgenen med navnet “Hellig Andersen”, men han kendte mig ikke bedre, end jeg kendte den salig sognepræst Anders.”
Oehlenschläger skrev et vers om korset på Hvilehøj i starten af 1800-tallet, nogenlunde samtidig med Bastholms vredeudbrud:
"Hist, hvor Akset Jorden dølger/ Hist, hvor Øjet blidt forfølger/ Agrens tunge, gule Bølger/ Sort et Kors paa Højen staar/ Hellig Anders rejst til Ære/ At hans Aand kan altid være/ Egnen nær, og Omsorg bære/ For sin Ager, Aar for Aar/ Hver Gang Blomsten Engen spætter,/ Hver Gang unge Lov sig fletter/ Huldt i Maj, da først sig sætter/ Nattengalen der, og slaar"

## Andre historier
Gennem tiden har der opstået talløse sagn, myter og overleveringer om Hellig Anders. Nogle af de mere folkelige overleveringer såsom landridtet, Hellig Anders solstråler og hans helligkilde var nedskrevet af Erik Pontoppidan, som selv var overbevist om at Anders var en helgen.

### Detaljer
Det fortælles i nogle overleveringer at det var en hvid hest, der tog Anders til Slagelse, eller at det specifikt var en engel, selvom skriftet ikke nævner det direkte. Der har også været en tradition for at sige at han var i Jaffa (Jobbe/Joppe) i Israel, da han ved himmelridtet kom hjem igen.
En overlevering siger han var Johanitermunk i Antvorskov Kloster. Johaniterne ankom til klosteret omkring 1170, så det er en mulighed. Men det er svært at forestille sig at han både var munk i Antvorskov og præst i Skt. Peders Kirke.

### Bi-bogen
En flamsk augustinermunk ved navn Thomas fra Cantimpré, der døde i 1263, hørte fortællingen og tilføjede den i sin indsamling af helgenhistorier. Bogen hedder "et almindeligt Gode om bierne" (Bonum universale de apibus), da han sammenligner helgenernes gerninger med bier. Fortællingen er ganske kort og minder meget om det kirkelige skrift fundet i Skt. Peders. Men at den allerede har nået til Flandern i midten af 1200-tallet viser hvor hurtigt populær Andreas-myten blev. Måske er denne helgensamling den ældste fortælling om Hellig Anders, ældre end levnedet i Slagelse.
Thomas skriver at han hørte fortællingen af en "god og brav dansk munk af dominikanernes orden" i Paris.

### Hellig Anders' landridt
En af historierne omhandler også Hellig Anders, der mødte Valdemar Sejr - det er en alternativ forklaring til hvordan Hellig Anders erhvervede marken til byen. Kongen sagde at han vil give Anders al den jord, som han på et 9 dage gammel føl kunne omride, mens kongen var i bad. Kongen gik i bad og tog sin tid, da han regnede med at opgaven han stillede var umuligt. Men hans hoffolk bad ham om at skynde sig, da Anders red hurtigt omkring. Kongen var nødt til at holde til sit løfte og overdragede jorden til Anders og Slagelse.
Gunnar Knudsen rapporterer at have fundet en sten nær Antvorskov, som man tidligere mente havde føllets hove mærket på sig. Den kaldtes "Følsfjeddet".

### Hellig Anders' Kilde
Det fortælles også at Anders tabte sin ridehandske, mens han red rundt. Der skulle have sprunget en helligkilde ud dér hvor den landede. Hellig Anders Kilde i Landsgrav blev besøgt for sin helbredende virkning helt op til 1800-tallet.  Det var endvidere en skik at landsbyen samledes hver Skt. Hans Aften for at rense kilden. Man gjorde dette indtil en pumpe installeres i 1890'erne eller deromkring.
Kilden ligger på Helligkildevej 4.

### Hellig Anders' handsker på solstrålerne
En af de mere poetiske og besynderlige historier beretter om hvordan Hellig Niels plejede at hænge sin handsker og sin hue på solstrålerne som skød ind gennem kirkevinduerne. En dag mislykkedes det dog, og han fik at vide af Herren at det var en straf, fordi én af Anders' tjenere fra hans kloster havde stjålet en gærdestav og derved besmittet de andre med synd. Tyven blev fundet og straffet og synden tilgivet. Hellig Anders fik sine evner tilbage.
Evnen tillægges også Hellige David i Vesterås og andre helgener.

## Historiernes oprindelse

### Nordiske sagn
Gunnar Knudsen mente at Hellig Anders' historie indeholdt tydelige hedenske sagntræk. Han sætter Anders' himmelridt i forbindelse med fortællingen om Kong Hadding i Saxos første bog. Hadding tabte i kamp og så en enøjet mand med en hest - Odin og Slejpner. Odin tog Hadding op på sin hest, og fløj afsted med ham i himlen. En anden gammel sagnhistorie om en hurtig rytter er myten om den vilde jagt.
Dette, mener Knudsen, viser at legenden har en udpræget folkelig, nordisk stil og derved ikke er en importeret kirkelig helgenmyte: "Det maa derfor være Folket, der saa at sige har dannet sin Helgen selv og udstyret ham med de Træk, der er karakteristiske for Folkets egen Tænkemåde og Forestillingskreds..."
Historien om landridtet sættes endvidere i forbindelse med sagnet om Gefion.

### Sankt Jakob
Men i 1950 kritiserede J.O. Kock denne opfattelse og skrev at de gamle sagnhistorier ganske vist blev blandet med fortællingen om Anders, men at legendens oprindelse i sig selv ikke var folkelig. Den eneste forbindelse til den vilde jagt er at hestene flyver igennem luften, og historien om Hadding har visse ligheder, men er i sin helhed ganske anderledes.
I stedet, mener Kock, har alle oplyste mænd i 1200-tallet, der hørte historien om Anders himmelridt, med det samme tænkt at rytteren var Sankt Jakob. Sankt Jakob var skytshelgen for pilgrimme og kendt for at hjælpe rejsende på forskellige måder. I slutningen af helgenlevnedet fra Skt. Peders besøgte Anders helgengraven i Spanien. Desuden har der været et kapel til ham i Skt. Mikkels Kirke.
Men den mest oplagte forbindelse er en meget lignende historie om nogle pilgrimsrejsende i Lorraine, der i 1080 drog til Santiago de Compostella. En af mændene blev syg på vejen derhen, og alle, bortset fra én, lod ham i stikken, selvom de havde afgivet et løfte om at hjælpe hinanden. Den syge døde, og den efterladne blev bange, da han nu var alene i et fremmede land. Da viste Sankt Jakob sig for ham i skikkelse af en ridder og sagde: "Giv mig den døde, og kom selv op bag ved mig på hesten". Sankt Jakob red ham helt hen til en nærliggende bakke - Mons Gaudii, og pilgrimmen nåede hen til sin destination før de andre.
Historien minder tydeligvis om Anders' himmelridt: Hans rejsefæller lod ham i stikken, han reddedes af en rytter og han kom frem til dér hvor han skal hen før de andre. Endvidere sættes han ved en nærliggende bakke, og Mons Gaudii ligger nogenlunde ligeså langt væk fra Santaigo, som Hvilehøj gør fra Slagelse. På Mons Gaudii var der rejst en kirke til mindet om denne mirakuløse rejse, ligesom et kors blev rejst på Hvilehøj. Historien fortælles af Jacob af Voragine i Den gyldne legende fra 1200-tallet, men det ældste bevarede håndskrift er allerede fra midten af 1100-tallet. Altså er den ældre end historien om Hellig Anders, og må uden tvivl have påvirket slagelsianerne.
En anden fortælling, der minder om de fornævnte, skrives af Caesarius von Heisterbach og handler om en pilgrim til Det hellige Land, der når hjem til sit hjemland før de andre. Pilgrimmen når også forbi Santiago de Compestela før sin hjemkomst. På den måde er miraklet igen tilknyttet Sankt Jakob. Denne helgenlegende er fra slutningen af 1100-tallet eller starten af 1200-tallet, og viser at der netop i denne tid har været en vældig interesse i disse historier om Sankt Jakob.
Dermed er fortællingen om Hellig Anders i sidste ende inspireret af europæiske historier fremfor gamle nordiske sagn.